# Кепилна-де-Жос
Кепилна-де-Жос (рум. Căpâlna de Jos) — село у повіті Алба в Румунії. Входить до складу комуни Жидвей.
Село розташоване на відстані 253 км на північний захід від Бухареста, 44 км на північний схід від Алба-Юлії, 71 км на південний схід від Клуж-Напоки, 132 км на північний захід від Брашова.

## Населення
За даними перепису населення 2002 року у селі проживали 803 особи.
Національний склад населення села:
| Національність | Кількість осіб | Відсоток |
| -------------- | -------------- | -------- |
| румуни         | 795            | 99,0%    |
| угорці         | 5              | 0,6%     |

Рідною мовою назвали:
| Мова      | Кількість осіб | Відсоток |
| --------- | -------------- | -------- |
| румунська | 794            | 98,9%    |
| угорська  | 5              | 0,6%     |